# Meus Prêmios Nick
Meus Prêmios Nick (MPN') era la versión brasileña de la Nickelodeon Kids' Choice Awards (abreviatura KCA), la concesión de TV para niños más grandes del mundo y ha sido consagrado como el mayor evento de la clase en el país. Brasil era uno de los once países del mundo que promovia su versión local de los premios, así como el Reino Unido y Australia.
El primer Meus Premios Nick ocurrió en el año 2000, bajo el nombre de "Kids Choice Awards" y presentado por Márcio García.
En 2002,fue cambiado el nombre del evento a "Meus Prêmios Nick", es una premiación otorgada por Nickelodeon Brasil.
En 2010, Nickelodeon de México también produjo su primer evento de tipo. El área también otorga la premiación en  Argentina y Colombia.
La edición de 2022 fue cancelada y eso provocó la desaparición de los premios.

## Presentadores y lugares
| Ano  | Local                                          | Presentador                              |
| ---- | ---------------------------------------------- | ---------------------------------------- |
| 2001 | ATL Hall                                       | Márcio Garcia                            |
| 2002 | Hopi Hari                                      | Márcio Garcia                            |
| 2003 | Playcenter                                     | Márcio Garcia                            |
| 2004 | Hopi Hari                                      | Patrulha Nick                            |
| 2005 | Hopi Hari                                      | Márcio Garcia                            |
| 2006 | Citibank Hall y HSBC Brasil                    | Patrulha Nick y Nick TôNicko             |
| 2007 | Pepsi on Stage, Credicard Hall y Citibank Hall | Fresno y Nx Zero                         |
| 2008 | Pepsi on Stage, Credicard Hall y Citibank Hall | NX Zero                                  |
| 2009 | Citibank Hall y Credicard Hall                 | Jullie, Marcelo Mancini y Lucas Silveira |
| 2010 | Citibank Hall y Credicard Hall                 | Di Ferrero e Lucas Silveira              |
| 2011 | Citibank Hall                                  | Restart                                  |
| 2012 | Citibank Hall                                  | Rodrigo Faro                             |
| 2013 | Citibank Hall                                  | Lucas Silveira                           |
| 2014 | Citibank Hall                                  | Richard Rasmussen y Sabrina Sato         |
| 2015 | Citibank Hall                                  | Fábio Porchat                            |
| 2016 | Citibank Hall                                  | Christian Figueiredo                     |
| 2017 | Citibank Hall                                  | Larissa Manoela                          |
| 2018 | Citibank Hall                                  | Maisa Silva                              |
| 2019 | Citibank Hall                                  | João Guilherme                           |
| 2020 | Estudios de Nickelodeon en Brasil              | Bruno Gagliasso                          |
| 2021 | Estudios de Nickelodeon en Brasil              | Bianca Andrade y Fred                    |

## Categorías

### Televisión
- Actor favorito
- Actriz favorita
- Programa de TV favorito
- Caricatura favorito
- Programa favorito

### Película
- Película del año

### Música
- Canción del año
- Musical revelación
- Grupo favorito
- Cantante del año
- Cantante del año
- Favorito artista internacional

### Deportes
- Jugador del año

### Belleza
- Gato del año
- Gato del año

### Humor
- Favorito humorista

### Juegos
- Juego favorito

### Antiguas categorías
- Libro favorito (2000-2004)
- La pareja del año (2004-2010)
- Mundo web (2008)